# Geneta-angolana
A geneta-angolana (Genetta angolensis) é um mamífero carnívoro, autóctone de Angola

## Descrição
O pelo da geneta-angolana é cinzento ou cinzento avermelhado, com pequenas manchas no corpo e listas na cauda. Tem o focinho preto, com aureolas brancas à volta dos olhos e da boca. Esta espécie tem uma crista dorsal de tom escuro que vai da base do crânio até ao rabo e eriça-se como uma juba,  quando o animal se sente ameaçado. Tem também cinco manchas alongadas ou listas de cada lado do pescoço. As garras são semi-retracteis. O corpo é longo e esbelto, com um conjunto de pernas curtas. Os olhos são grandes e redondos e as orelhas são grandes e de forma triangular.

### Habitat
A geneta-angolana,  pode ser encontrada nas florestas e savanas húmidas  de África, variando entre o sul do Zaire, centro e nordeste de Angola,  oeste da Zâmbia, norte de Moçambique, e, provavelmente, sul da Tanzânia.

## Referências

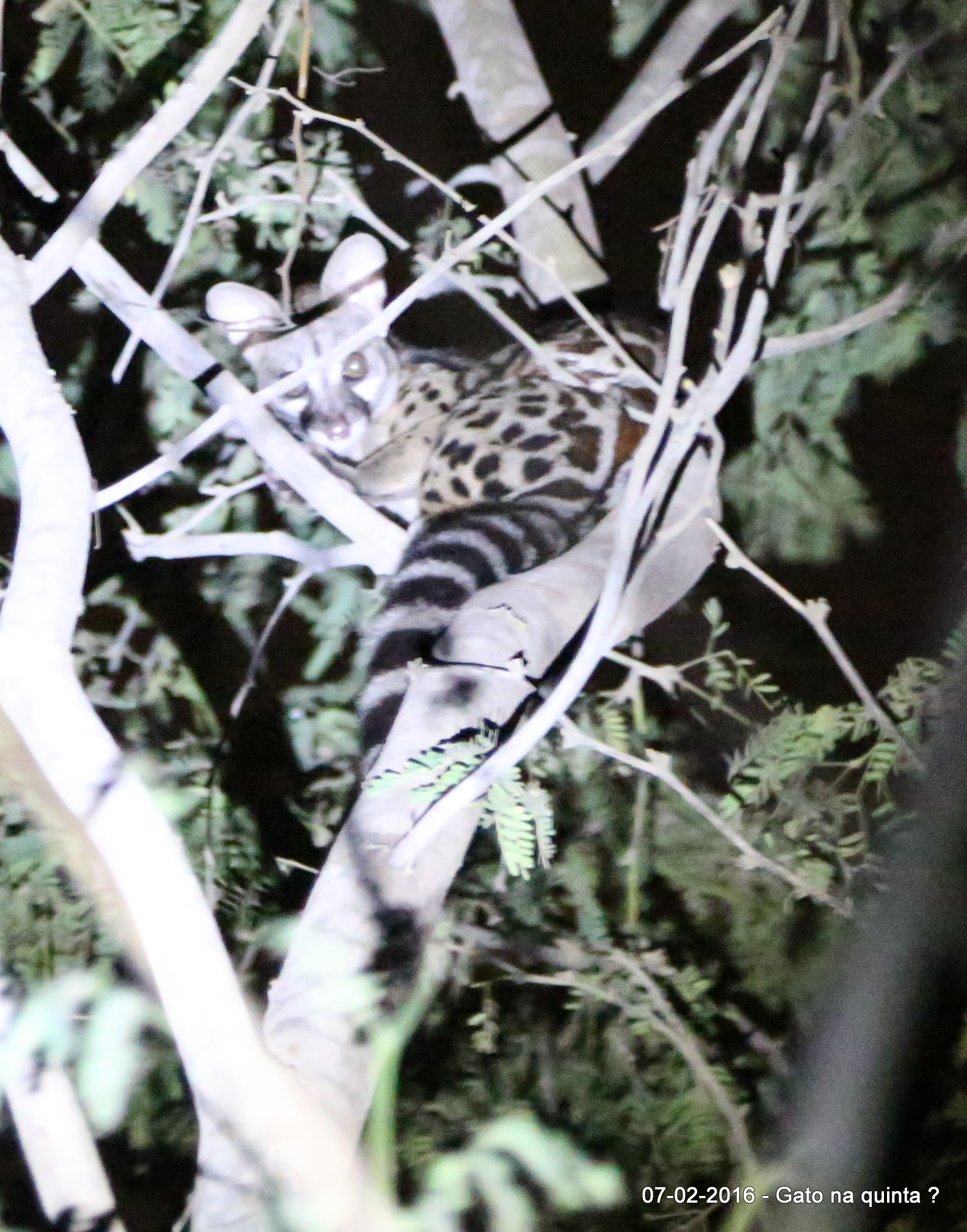
Foto em Benfica - Luanda a 20km a sul da Capital de Angola

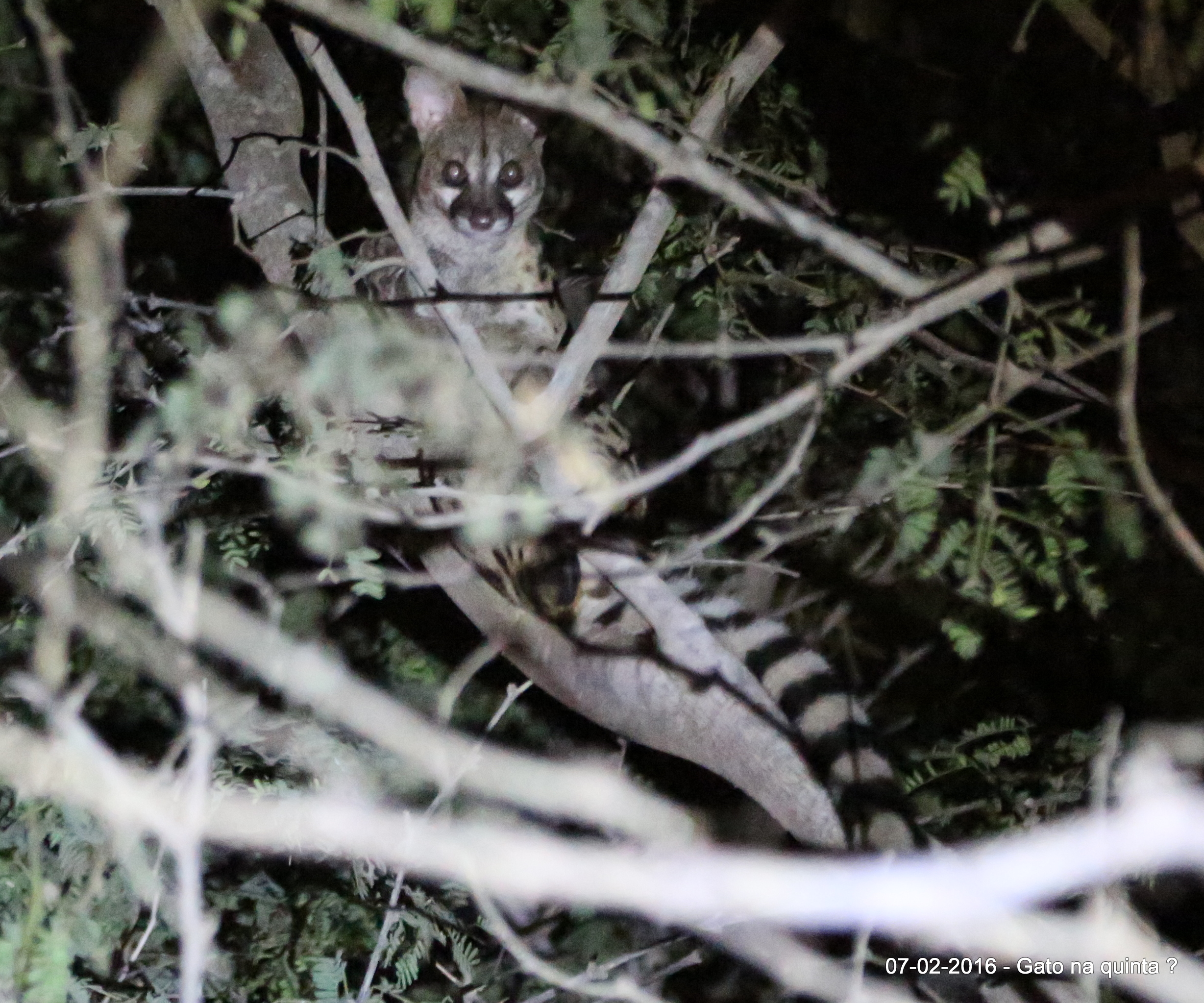
Genetta Angolensis - foto tirado em Benfica a 20km de Luanda